# Улотрикс
Улотрикс (Ulothrix) са род нишковидни зелени водорасли. Виреят в чисти и бързи реки. Често се виждат през пролетта и лятото.

## Видове
Родът включва следните видове:
- Вид Ulothrix aequalis Kützing
- Вид Ulothrix moniliformis Kützing
- Вид Ulothrix flacca (Dillwyn) Thuret in Le Jolis
- Вид Ulothrix implexa (Kützing) Kützing
- Вид Ulothrix speciosa (Carmichael ex Harvey in Hooker) Kützing
- Вид Ulothrix tenerrima Kützing
- Вид Ulothrix tenuissima Kützing
- Вид Ulothrix zonata (Weber et Mohr) Kützing